# Carta marina
A Carta Marina (em português: Carta Marítima) foi o primeiro mapa das terras nórdicas e bálticas contendo detalhes e nomes de lugares. É uma xilogravura, composta por nove blocos com uma dimensão total de 1,70 metros de comprimento por 1,25 metros de altura. Faz parte da obra Carta marina et descriptio septentrionalium terrarum. O seu autor é Olaus Magnus, enviado pelo rei Gustavo Vasa numa missão diplomática a Roma, onde acabou por ficar, devido ao seu irmão João Magno (o último arcebispo católico da Suécia) se ter envolvido num conflito religioso com o próprio rei Gustavo Vasa, e consequentemente ter sido forçado a abandonar a Suécia.

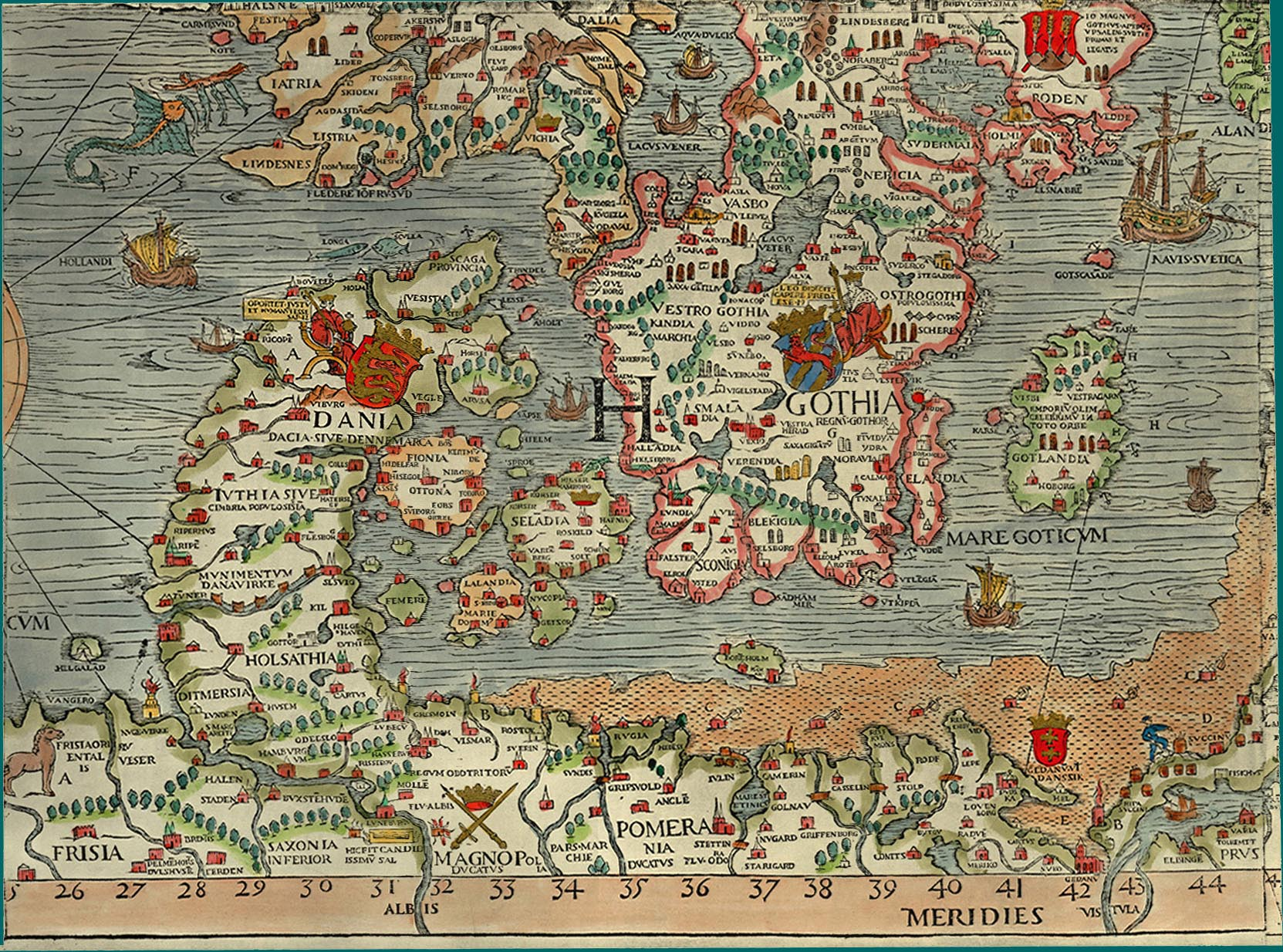
A Dinamarca e a Suécia
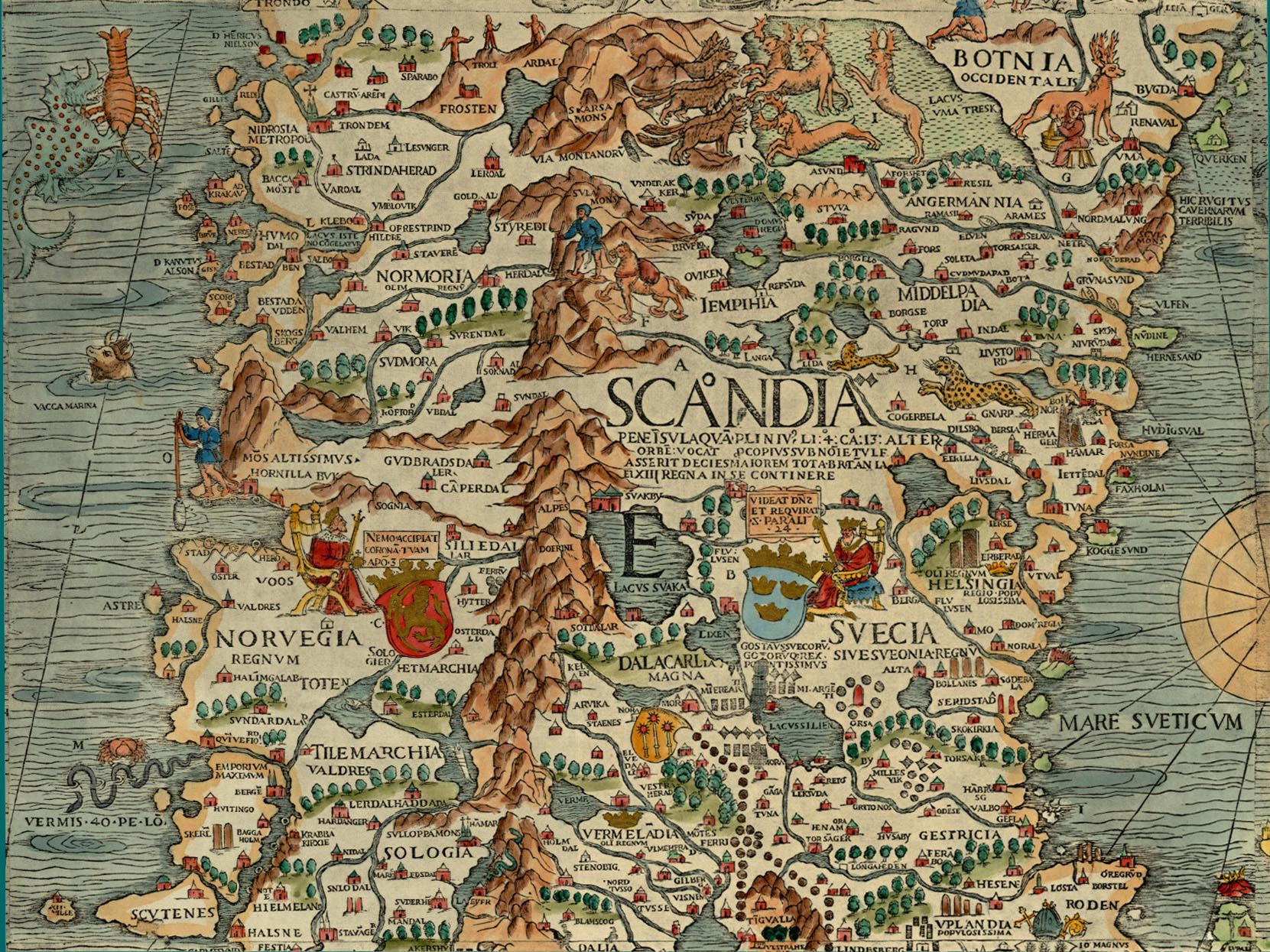
A Suécia e a Noruega
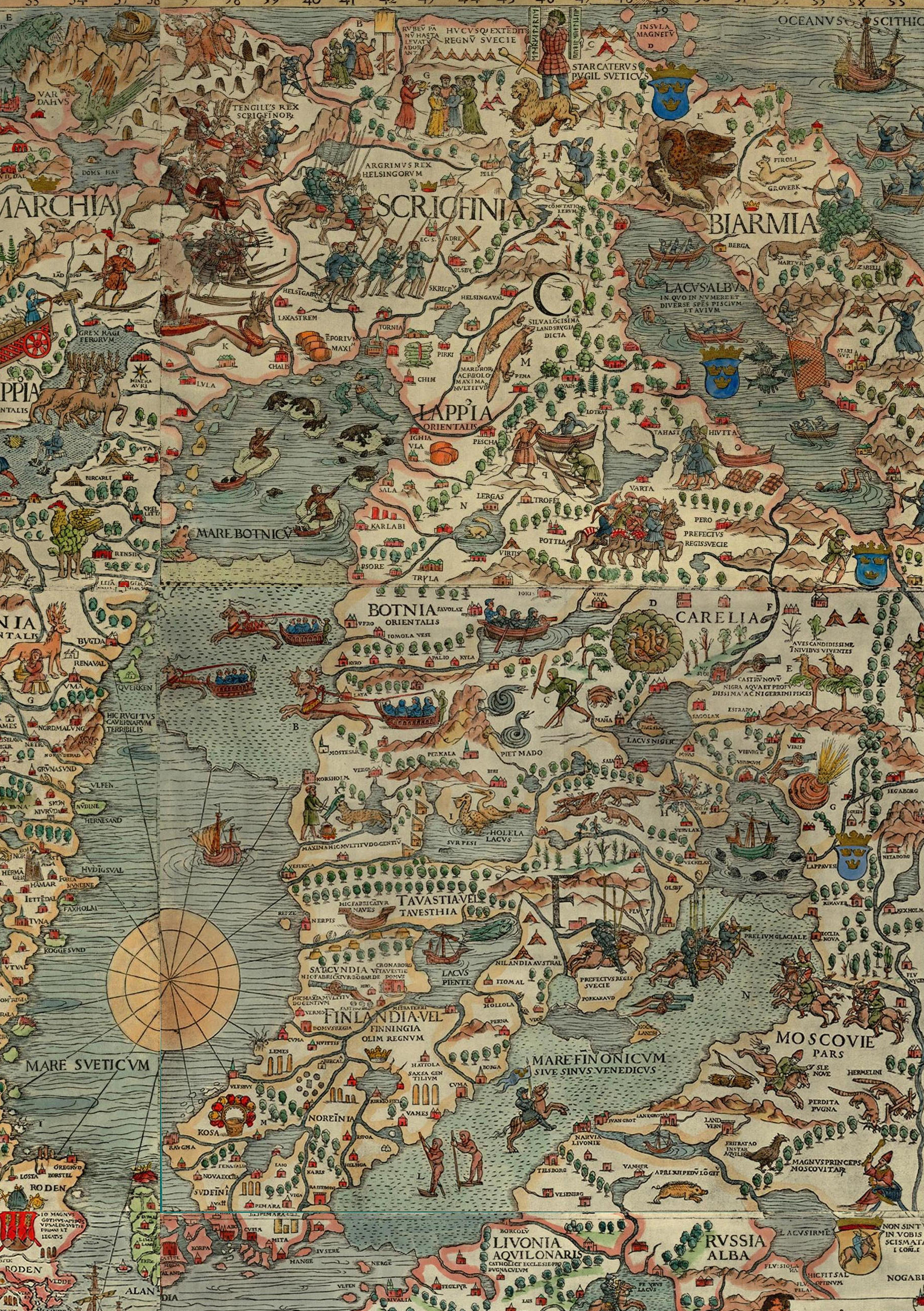
A Finlândia
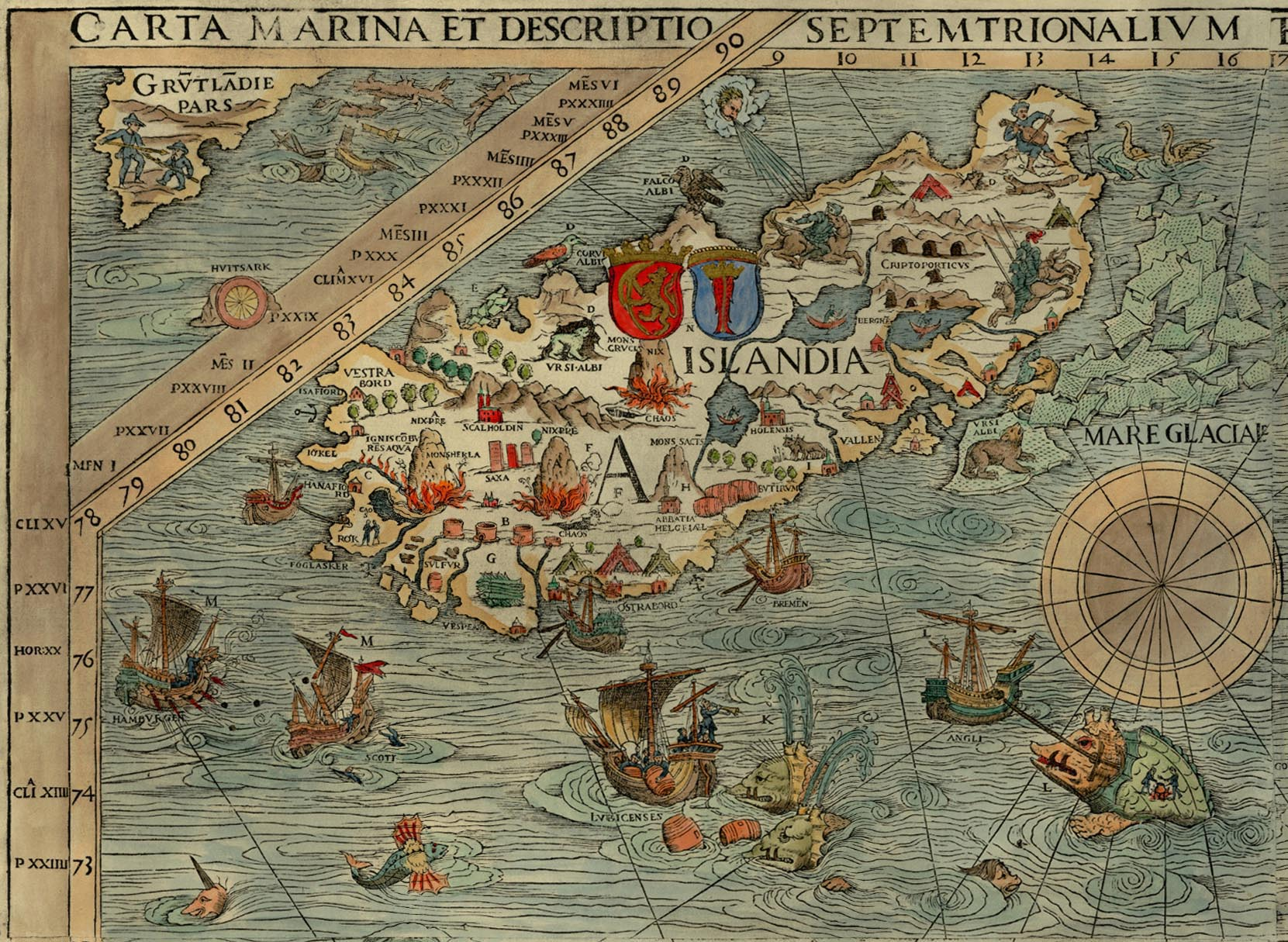
A Islândia

O mapa é resultado de um trabalho muito árduo que levou doze anos para ser concluído. As primeiras cópias foram impressas em Veneza, no ano de 1539, e a segunda edição em menor formato foi publicada em Roma em 1572. O fato de apenas algumas cópias terem sido impressas e o papa Paulo III ter reivindicado os "direitos autorais" que perdurou por 10 anos talvez explique por que o mapa foi repentinamente esquecido até desaparecer, em 1574. Mais tarde, as pessoas passaram a questionar se o mapa era um mito ou se realmente existira. Entretanto, em 1886, uma cópia foi achada na biblioteca pública de Munique, Alemanha, pelo Dr. Oscar Brenner, onde está atualmente. Mais recentemente, outra cópia foi descoberta na Suíça, em 1961. Esta foi trazida de volta à Suécia em 1962, para a Biblioteca da Universidade de Uppsala e atualmente se encontra no Carolina Rediviva, o edifício principal da biblioteca.
As nove partes que compõem o mapa possuem dimensão de 55x40 centímetros cada, impressos de um bloco separado de xilogravura. As anotações em latim do mapa foram traduzidas pelo próprio Olaus Magnus para o italiano e alemão. O livro Historia de gentibus septentrionalibus (História dos Povos Nórdicos, Roma, 1555) de Olaus Magnus é considerado como sendo um grande comentário sobre o mapa. Além de Carta Marina, existem apenas dois mapas mais antigos sobre a Escandinávia conhecidos hoje, atribuídos a Jacob Ziegler e Claudius Clavus.

## Conteúdo
Para além dos países nórdicos, esta obra cartográfica mostra também os países bálticos e ainda partes da Escócia, Inglaterra, Holanda, norte da Alemanha, Polónia, Rússia e Groenlândia.
No mapa estão inseridas três ilhas cuja existência não foi confirmada:
Hvitsark (entre a Groenlândia e a Islândia), Tile (entre as ilhas Orkney e as ilhas Faroé) e Insula Magnetum (ao largo de Murmansk).

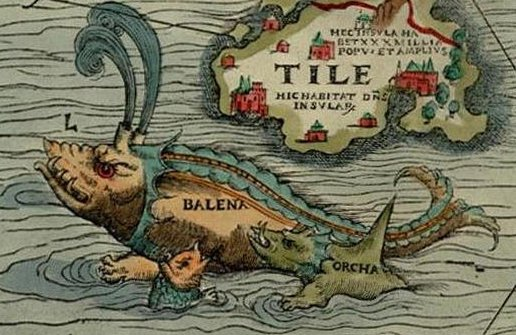
A ilha fictícia Tile
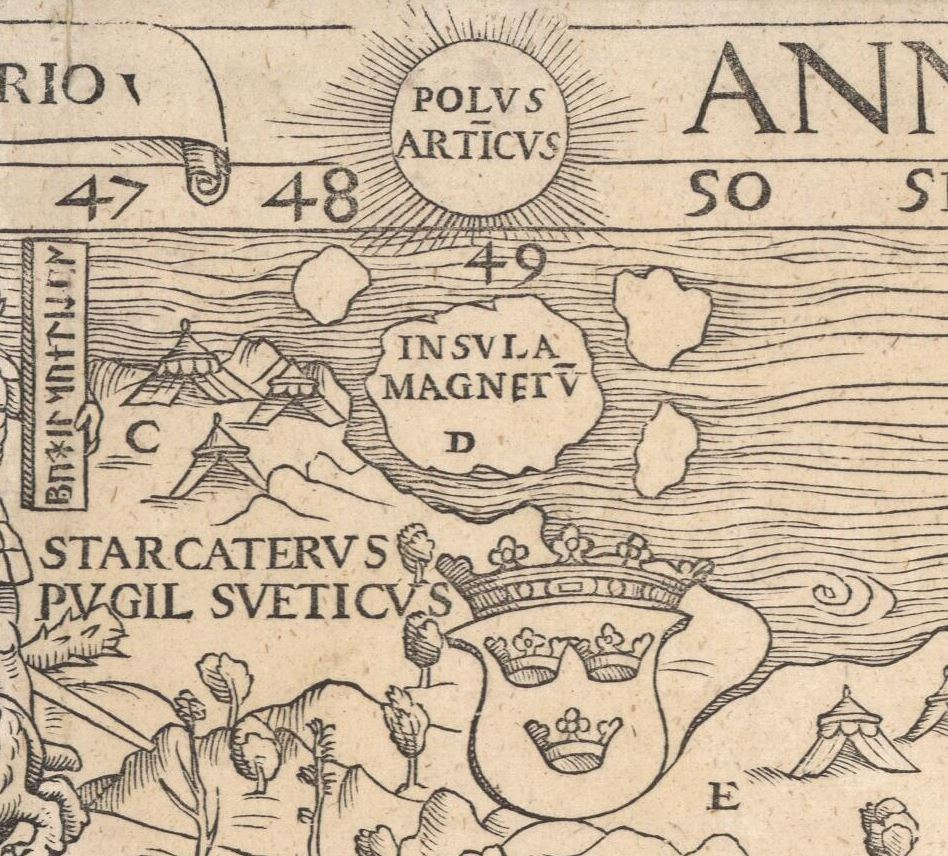
A ilha fictícia Insula Magnetum

As gravuras apresentadas incluem animais fantásticos como serpentes e outros monstros marinhos.

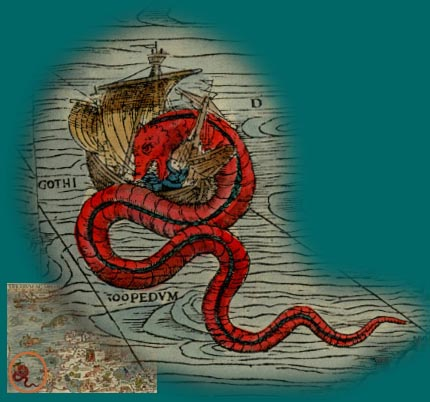
Uma serpente marinha
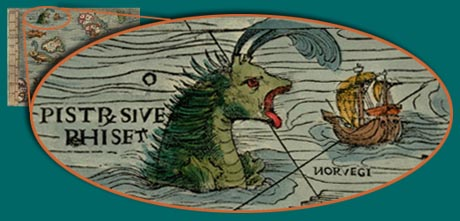
Um monstro marinho